# Hungarian Grand Prix 2024
Hungarian Grand Prix 2024 byl tenisový turnaj na ženském profesionálním okruhu WTA Tour, hraný v Tenisové akademii Római. Dvacátý sedmý ročník Hungarian Grand Prix probíhal mezi 15. a 21. červencem 2024 v maďarské metropoli Budapešti na otevřených antukových dvorcích. Jednalo se o přípravu na pařížské olympijské hry.
Turnaj dotovaný 232 244 eury patřil do kategorie WTA 250. Nejvýše nasazenou singlistkou se stala dvacátá osmá hráčka světa Diana Šnajderová. Jako poslední přímá účastníce do dvouhry nastoupila americká 103. tenistka žebříčku Bernarda Peraová. V důsledku invaze Ruska na Ukrajinu na konci února 2022 řídící organizace tenisu ATP, WTA a ITF s grandslamy rozhodly, že ruští a běloruští tenisté mohli dále na okruzích startovat, ale do odvolání nikoli pod vlajkami Ruska a Běloruska.
Třetí singlový titul na okruhu WTA Tour vyhrála 20letá Diana Šnajderová, čímž zkompletovala trofeje ze všech tří povrchů – tvrdého, trávy a antuky. Po skončení debutovala v první světové pětadvacítce žebříčku. Deblovou trofej z předchozího ročníku obhájily Polka Katarzyna Piterová s Maďarkou Fanny Stollárová, které vybojovaly druhý společný titul.

## Rozdělení bodů a finančních odměn

### Rozdělení bodů
| Soutěž      | Soutěž      | vítězové | finalisté | semifinalisté | čtvrtfinalisté | 16 v kole | 32 v kole | Q  | Q2 | Q1 |
| ----------- | ----------- | -------- | --------- | ------------- | -------------- | --------- | --------- | -- | -- | -- |
| dvouhra žen | [ 1 ] [ 7 ] | 250      | 163       | 98            | 54             | 30        | 1         | 18 | 12 | 1  |
| čtyřhra žen | [ 8 ]       | 250      | 163       | 98            | 54             | 1         | —         | —  | —  | —  |

### Finanční odměny
| Soutěž                                  | Soutěž      | vítězové | finalisté | semifinalisté | čtvrtfinalisté | 16 v kole | 32 v kole | Q2      | Q1      |
| --------------------------------------- | ----------- | -------- | --------- | ------------- | -------------- | --------- | --------- | ------- | ------- |
| dvouhra žen                             | [ 1 ] [ 7 ] | 30 650 € | 18 110 €  | 10 100 €      | 5 750 €        | 3 512 €   | 2 512 €   | 1 860 € | 1 200 € |
| čtyřhra žen                             | [ 8 ]       | 11 150 € | 6 270 €   | 3 600 €       | 2 150 €        | 1 652 €   | —         | —       | —       |
| částky ve čtyřhrách jsou uvedeny na pár |             |          |           |               |                |           |           |         |         |

## Ženská dvouhra

### Nasazení
| Stát                            | Hráčka                   | WTA | Nasazení |
| ------------------------------- | ------------------------ | --- | -------- |
|                                 | Diana Šnajderová         | 30. | 3.       |
| Bulharsko                       | Viktorija Tomovová       | 48  | 2        |
| Čína                            | Wang Si-jü               | 54. | 3.       |
| Španělsko                       | Sara Sorribesová Tormová | 55. | 4.       |
| Polsko                          | Magdalena Fręchová       | 58. | 5.       |
| Argentina                       | Nadia Podoroská          | 65. | 6.       |
| Japonsko                        | Mojuka Učidžimová        | 68. | 7.       |
| Francie                         | Varvara Gračovová        | 70. | 8.       |
| Žebříček WTA k 1. červenci 2024 |                          |     |          |

### Jiné formy účasti
Následující hráčky obdržely divokou kartu do hlavní soutěže:
- Tímea Babosová
- Fanny Stollárová
- Natália Szabaninová

Následující hráčky si zajistily postup do hlavní soutěže z kvalifikace:
- Miriam Bulgaruová
- Jekatěrina Makarovová
- Carole Monnetová
- Gergana Topalovová
- Amarissa Tóthová
- Simona Waltertová

Následující hráčka postoupila z kvalifikace jako šťastná poražená:
- Ella Seidelová

### Odhlášení
před zahájením turnaje
- Jekatěrina Alexandrovová → nahradila ji  Anna Bondárová
- Anhelina Kalininová → nahradila ji Aljaksandra Sasnovičová
- Darja Kasatkinová → nahradila ji  Rebecca Šramková
- Julia Putincevová → nahradila ji Kamilla Rachimovová
- Darja Savilleová → nahradila ji  Suzan Lamensová
- Laura Siegemundová → nahradila ji  Eva Lysová
- Taylor Townsendová → nahradila ji  Olga Danilovićová
- Panna Udvardyová → nahradila ji  Ella Seidelová

### Nasazení
| Stát                                                                        | Hráčka          | Stát      | Hráčka              | WTA  | Nasazení |
| --------------------------------------------------------------------------- | --------------- | --------- | ------------------- | ---- | -------- |
| Maďarsko                                                                    | Tímea Babosová  | Austrálie | Ellen Perezová      | 70.  | 1.       |
| Kazachstán                                                                  | Anna Danilinová |           | Irina Chromačovová  | 95.  | 2.       |
| Spojené království                                                          | Maia Lumsdenová | Česko     | Anna Sisková        | 127. | 3.       |
| Maďarsko                                                                    | Anna Bondárová  |           | Kamilla Rachimovová | 151. | 4.       |
| Žebříček WTA k 1. července 2024; číslo je součtem umístění obou členek páru |                 |           |                     |      |          |

### Jiné formy účasti
Následující páry získaly do soutěže divokou kartu:
- Panna Barthová /  Amarissa Tóthová
- Melinda Bíróová /  Gréta Nemcseková

## Přehled finále

### Ženská dvouhra
- Diana Šnajderová vs.   Aljaksandra Sasnovičová, 6–4, 6–4

### Ženská čtyřhra
- Katarzyna Piterová /  Fanny Stollárová vs.  Anna Danilinová /   Irina Chromačovová, 6–3, 3–6, [10–3]